# 凱斯特海伊·維維恩
凱斯特海伊·維維恩（Keszthelyi Vivien，2000年12月7日—）是一位匈牙利女赛车手。2014年，維維恩開啟了她的職業生涯。2015年，維維恩成為奧迪賽車學院（Audi Sport Racing Academy）唯一一名也是最年輕的女性成員以及第一位來自匈牙利的成員。2016年，維維恩駕駛奧迪TT在中歐賽區的一場杯賽中獲得短距離組和長距離組冠軍。
2017年，維維恩參加奧迪TT杯。2018年，她在奥迪赛弗斯R8 LMS杯（Audi Sport Seyffarth R8 LMS Cup）中获得第二名。